# De verre kust
De verre kust (in het Verenigd Koninkrijk en de Verenigde Staten uitgegeven onder de naam Voyager) is het derde deel in de achtdelige Outlander-serie van de Amerikaanse schrijfster Diana Gabaldon. Het werd voor het eerst gepubliceerd in 1993 door Delacorte Press.
Het verhaal gaat over de 20ste-eeuwse tijdreizende doctor Claire Randall Fraser en haar 18de-eeuwse man Jamie Fraser. Het verhaal speelt zich af in Schotland, Brits-West-Indië en de Verenigde Staten van voor de Amerikaanse Onafhankelijkheidsoorlog.

## Inhoud
De heldin uit De reiziger, Claire, is terug in De verre kust als moeder van Brianna Ellen Randall en leeft in het Boston van 1968. In het vorige boek uit de serie, Terugkeer naar Inverness, legt Claire aan Brianna uit wie haar echte vader is, Jamie Fraser, en vertelt ze over haar tijdreizen. 
In De verre kust gaan Claire en Brianna op zoek naar informatie over het leven van Jamie na de Slag bij Culloden gedurende de Schotse opstand. Hierbij komt Claire erachter dat Jamie de slag heeft overleefd en gaat ze opnieuw terug in de tijd.